# Площадь Шокина
Пло́щадь Шо́кина — площадь в районе Старое Крюково Зеленоградского административного округа города Москвы.

## Происхождение названия
Названа в 2009 году в честь Александра Ивановича Шокина (по случаю 100-летия со дня его рождения) — первого председателя Государственного комитета Совета Министров СССР по электронной технике (1961—1965), первого министра электронной промышленности СССР (1965—1985), при чьём непосредственном участии был основан город Зеленоград (центр советской и российской электроники) и Московский институт электронной техники (МИЭТ).

## Строения
- Дом 1 — Национальный исследовательский университет «Московский институт электронной техники». Непосредственно на площадь выходят фасады главного корпуса и клуба (архитекторы Феликс Аронович Новиков и Григорий Ефимович Саевич). В сквере справа от площади в 1984 году был установлен памятник Шокину (скульптор Исаак Давидович Бродский).